# 各年のガーナの一覧

ガーナの国旗

各年のガーナの一覧（かくねんのガーナのいちらん）は、ガーナの各年ごとの記事の一覧。この一覧ではガーナの各年ごとの記事の他、各世紀と各年代、ガーナの各分野における各年ごとの記事についても取り扱う。

## 各年の一覧

### 20世紀
- 1990年代
  - 1990年のガーナ（英語版） 1991年のガーナ（英語版） 1992年のガーナ（英語版） 1993年のガーナ（英語版） 1994年のガーナ（英語版）
  - 1995年のガーナ（英語版） 1996年のガーナ（英語版） 1997年のガーナ（英語版） 1998年のガーナ（英語版） 1999年のガーナ（英語版）
- 2000年代
  - 2000年のガーナ（英語版）

### 21世紀
- 2000年代
  - 2001年のガーナ（英語版） 2002年のガーナ（英語版） 2003年のガーナ（英語版） 2004年のガーナ（英語版）
  - 2005年のガーナ（英語版） 2006年のガーナ（英語版） 2007年のガーナ（英語版） 2008年のガーナ（英語版） 2009年のガーナ（英語版）
- 2010年代
  - 2010年のガーナ（英語版） 2011年のガーナ（英語版） 2012年のガーナ（英語版） 2013年のガーナ（英語版） 2014年のガーナ（英語版）
  - 2015年のガーナ（英語版） 2016年のガーナ（英語版） 2017年のガーナ（英語版） 2018年のガーナ（英語版） 2019年のガーナ（英語版）
- 2020年代
  - 2020年のガーナ（英語版）